# محمود مرادوف
محمود مرادوف (مواليد 8 فبراير 1990) هو مُقاتل فنون قتالية مختلطة أوزبكي.

## وصلات خارجية
- محمود مرادوف على موقع يو إف سي (الإنجليزية)
- محمود مرادوف على موقع شيردوغ (الإنجليزية)
- محمود مرادوف على موقع Tapology.com (الإنجليزية)